# Gouotro
Gouotroest une localité de l'ouest de la Côte d'Ivoire, et appartenant au département de Danané , Région des Dix-Huit Montagnes. La localité de Gouotro est un chef-lieu de commune.